# Joseph Okumu
Joseph Stanley Okumu (Kisumu, 26 maggio 1997) è un calciatore keniota, difensore dello Stade Reims e della nazionale keniota.

## Carriera

### Nazionale
Ha partecipato alla Coppa d'Africa 2019.

## Statistiche

### Presenze e reti nei club
Statistiche aggiornate al 4 gennaio 2025.
| Stagione             | Squadra              | Campionato           | Campionato | Campionato | Coppe nazionali | Coppe nazionali | Coppe nazionali | Coppe continentali | Coppe continentali | Coppe continentali | Altre coppe | Altre coppe | Altre coppe | Totale | Totale | Totale |
| Stagione             | Squadra              | Comp                 | Pres       | Reti       | Comp            | Pres            | Reti            | Comp               | Pres               | Reti               | Comp        | Pres        | Reti        | Pres   | Reti   |        |
| -------------------- | -------------------- | -------------------- | ---------- | ---------- | --------------- | --------------- | --------------- | ------------------ | ------------------ | ------------------ | ----------- | ----------- | ----------- | ------ | ------ | ------ |
| 2016-2017            | Free State Stars     | PD                   | 7          | 0          | CS              | 1               | 0               | -                  | -                  | -                  | -           | -           | -           | 8      | 0      |        |
| ago.-dic. 2018       | Real Monarchs        | USLC                 | 2+1        | 0          | -               | -               | -               | -                  | -                  | -                  | -           | -           | -           | 3      | 0      |        |
| gen.-ago. 2019       | Real Monarchs        | USLC                 | 10         | 0          | -               | -               | -               | -                  | -                  | -                  | -           | -           | -           | 10     | 0      |        |
| Totale Real Monarchs | Totale Real Monarchs | Totale Real Monarchs | 12+1       | 0          |                 | -               | -               |                    | -                  | -                  |             | -           | -           | 13     | 0      |        |
| ago.-dic. 2019       | Elfsborg             | A                    | 3          | 0          | CS              | -               | -               | -                  | -                  | -                  | -           | -           | -           | 3      | 0      |        |
| 2020                 | Elfsborg             | A                    | 24         | 0          | CS              | 4               | 0               | -                  | -                  | -                  | -           | -           | -           | 28     | 0      |        |
| gen.-giu. 2021       | Elfsborg             | A                    | 7          | 0          | CS              | 3               | 0               | -                  | -                  | -                  | -           | -           | -           | 10     | 0      |        |
| Totale Elfsborg      | Totale Elfsborg      | Totale Elfsborg      | 34         | 0          |                 | 7               | 0               |                    | -                  | -                  |             | -           | -           | 41     | 0      |        |
| 2021-2022            | Gent                 | D1                   | 27+4       | 0+1        | CB              | 6               | 1               | UECL               | 10                 | 1                  | -           | -           | -           | 47     | 3      |        |
| 2022-2023            | Gent                 | D1                   | 28+2       | 1          | CB              | 3               | 0               | UECL+UECL          | 2+9                | 0+0                | SB          | 1           | 0           | 45     | 1      |        |
| Totale Gent          | Totale Gent          | Totale Gent          | 55+6       | 1+1        |                 | 9               | 1               |                    | 21                 | 1                  |             | 1           | 0           | 92     | 4      |        |
| 2023-2024            | Stade Reims          | L1                   | 21         | 1          | CF              | 2               | 0               | -                  | -                  | -                  | -           | -           | -           | 23     | 1      |        |
| 2024-2025            | Stade Reims          | L1                   | 8          | 1          | CF              | -               | -               | -                  | -                  | -                  | -           | -           | -           | 8      | 1      |        |
| Totale Stade Reims   | Totale Stade Reims   | Totale Stade Reims   | 29         | 2          |                 | 2               | 0               |                    | -                  | -                  |             | -           | -           | 31     | 2      |        |
| Totale carriera      | Totale carriera      | Totale carriera      | 144        | 4          |                 | 19              | 1               |                    | 21                 | 1                  |             | 1           | 0           | 185    | 6      |        |

### Cronologia presenze e reti in nazionale
| Cronologia completa delle presenze e delle reti in nazionale ― Kenya | Cronologia completa delle presenze e delle reti in nazionale ― Kenya | Cronologia completa delle presenze e delle reti in nazionale ― Kenya | Cronologia completa delle presenze e delle reti in nazionale ― Kenya | Cronologia completa delle presenze e delle reti in nazionale ― Kenya | Cronologia completa delle presenze e delle reti in nazionale ― Kenya | Cronologia completa delle presenze e delle reti in nazionale ― Kenya | Cronologia completa delle presenze e delle reti in nazionale ― Kenya |
| Data                                                                 | Città                                                                | In casa                                                              | Risultato                                                            | Ospiti                                                               | Competizione                                                         | Reti                                                                 | Note                                                                 |
| -------------------------------------------------------------------- | -------------------------------------------------------------------- | -------------------------------------------------------------------- | -------------------------------------------------------------------- | -------------------------------------------------------------------- | -------------------------------------------------------------------- | -------------------------------------------------------------------- | -------------------------------------------------------------------- |
| 7-6-2019                                                             | Bondoufle                                                            | Kenya                                                                | 1 – 0                                                                | Madagascar                                                           | Amichevole                                                           | -                                                                    | 46’                                                                  |
| 15-6-2019                                                            | Kinshasa                                                             | RD del Congo                                                         | 1 – 1                                                                | Kenya                                                                | Amichevole                                                           | -                                                                    |                                                                      |
| 23-6-2019                                                            | Il Cairo                                                             | Algeria                                                              | 2 – 0                                                                | Kenya                                                                | Coppa d'Africa 2019 - 1º turno                                       | -                                                                    |                                                                      |
| 27-6-2019                                                            | Il Cairo                                                             | Kenya                                                                | 3 – 2                                                                | Tanzania                                                             | Coppa d'Africa 2019 - 1º turno                                       | -                                                                    |                                                                      |
| 1-7-2019                                                             | Il Cairo                                                             | Kenya                                                                | 0 – 3                                                                | Senegal                                                              | Coppa d'Africa 2019 - 1º turno                                       | -                                                                    | 68’                                                                  |
| 13-10-2019                                                           | Nairobi                                                              | Kenya                                                                | 0 – 1                                                                | Mozambico                                                            | Amichevole                                                           | -                                                                    |                                                                      |
| 14-11-2019                                                           | Borg El Arab                                                         | Egitto                                                               | 1 – 1                                                                | Kenya                                                                | Qual. Coppa d'Africa 2021                                            | -                                                                    |                                                                      |
| 18-11-2019                                                           | Nairobi                                                              | Kenya                                                                | 1 – 1                                                                | Togo                                                                 | Qual. Coppa d'Africa 2021                                            | -                                                                    |                                                                      |
| 11-11-2020                                                           | Nairobi                                                              | Kenya                                                                | 1 – 1                                                                | Comore                                                               | Qual. Coppa d'Africa 2021                                            | -                                                                    |                                                                      |
| 15-11-2020                                                           | Moroni                                                               | Comore                                                               | 2 – 1                                                                | Kenya                                                                | Qual. Coppa d'Africa 2021                                            | -                                                                    |                                                                      |
| 2-9-2021                                                             | Nairobi                                                              | Kenya                                                                | 0 – 0                                                                | Uganda                                                               | Qual. Mondiali 2022                                                  | -                                                                    | 63’                                                                  |
| 5-9-2021                                                             | Kigali                                                               | Ruanda                                                               | 1 – 1                                                                | Kenya                                                                | Qual. Mondiali 2022                                                  | -                                                                    |                                                                      |
| 7-10-2021                                                            | Agadir                                                               | Mali                                                                 | 5 – 0                                                                | Kenya                                                                | Qual. Mondiali 2022                                                  | -                                                                    |                                                                      |
| 10-10-2021                                                           | Nairobi                                                              | Kenya                                                                | 0 – 1                                                                | Mali                                                                 | Qual. Mondiali 2022                                                  | -                                                                    |                                                                      |
| 11-11-2021                                                           | Kitende                                                              | Uganda                                                               | 1 – 1                                                                | Kenya                                                                | Qual. Mondiali 2022                                                  | -                                                                    |                                                                      |
| 15-11-2021                                                           | Nairobi                                                              | Kenya                                                                | 2 – 1                                                                | Ruanda                                                               | Qual. Mondiali 2022                                                  | -                                                                    | 53’                                                                  |
| 28-3-2023                                                            | Tehran                                                               | Iran                                                                 | 2 – 1                                                                | Kenya                                                                | Amichevole                                                           | -                                                                    | 83’                                                                  |
| 12-9-2023                                                            | Nairobi                                                              | Kenya                                                                | 0 – 1                                                                | Sudan del Sud                                                        | Amichevole                                                           | -                                                                    |                                                                      |
| 16-10-2023                                                           | Aksu                                                                 | Russia                                                               | 2 – 2                                                                | Kenya                                                                | Amichevole                                                           | -                                                                    |                                                                      |
| 23-3-2024                                                            | Lilongwe                                                             | Malawi                                                               | 0 – 4                                                                | Kenya                                                                | Amichevole                                                           | -                                                                    |                                                                      |
| 26-3-2024                                                            | Lilongwe                                                             | Zimbabwe                                                             | 1 – 3                                                                | Kenya                                                                | Amichevole                                                           | -                                                                    |                                                                      |
| 6-9-2024                                                             | Kira                                                                 | Kenya                                                                | 0 – 0                                                                | Zimbabwe                                                             | Qual. Coppa d'Africa 2025                                            | -                                                                    | cap.                                                                 |
| 10-9-2024                                                            | Johannesburg                                                         | Namibia                                                              | 1 – 2                                                                | Kenya                                                                | Qual. Coppa d'Africa 2025                                            | -                                                                    | cap.                                                                 |
| 11-10-2024                                                           | Yaoundé                                                              | Camerun                                                              | 4 – 1                                                                | Kenya                                                                | Qual. Coppa d'Africa 2025                                            | -                                                                    | 46’                                                                  |
| 14-10-2024                                                           | Nairobi                                                              | Kenya                                                                | 0 – 1                                                                | Camerun                                                              | Qual. Coppa d'Africa 2025                                            | -                                                                    |                                                                      |
| 15-11-2024                                                           | Harare                                                               | Zimbabwe                                                             | 1 – 1                                                                | Kenya                                                                | Qual. Coppa d'Africa 2025                                            | -                                                                    | 51’                                                                  |
| Totale                                                               |                                                                      | Presenze                                                             | 26                                                                   |                                                                      | Reti                                                                 | 0                                                                    |                                                                      |

## Palmarès

### Club

#### Competizioni nazionali
- Coppa del Belgio: 1

Gent: 2021-2022